# ماريا كاسادو
ماريا كاسادو (بالإسبانية: María Casado)‏ هي لاعب كرة قدم أمريكية إسبانية، ولدت في 25 ديسمبر 1958.

## وصلات خارجية
- ماريا كاسادو على موقع اللجنة الأولمبية الدولية (الإنجليزية)
- ماريا كاسادو على موقع أوليمبيديا (الإنجليزية)